# Guillaume-Michel de Chabrol-Tournoël
Guillaume-Michel, comte de Chabrol de Tournoël (8 janvier 1770, Riom - 25 décembre 1823, Riom), est un homme politique français.

## Biographie
Il est le fils de Gaspard Claude François de Chabrol et de Marie Amable Marguerite Milanges. Maire de Riom depuis 1806, il  est créé baron de l'Empire le 8 avril 1812 sous le titre de baron de Tournoël (ou Tournoëlle), avec institution d'un majorat dont la dotation est le château du Marais, à Lurcy-le-Bourg, produisant un revenu annuel de 10 000 francs,. Il se rallia à la Restauration, et fut élu, le 22 août 1815, député du Puy-de-Dôme au collège de département.
Chabrol de Tournoël siégea au côté droit. Maire de Riom, il fut réélu député le 4 octobre 1816. Il redevint encore député le 1er octobre 1821, ayant été nommé, cette fois, par le 2e arrondissement du Puy-de-Dôme (Riom) ; il joua d'ailleurs, un rôle modeste dans les diverses législatures dont il fit partie. Il mourut avant la fin de la législature.
Il est le grand-père de Marie-Henri-Guillaume de Chabrol-Tournoël.

## Sources
- « Guillaume-Michel de Chabrol-Tournoël », dans Adolphe Robert et Gaston Cougny, Dictionnaire des parlementaires français, Edgar Bourloton, 1889-1891 [détail de l’édition]